# Adaugă un Strop de Magie
Adaugă un Strop de Magie (în engleză Just Add Magic) este o serie de fantezie americană, bazat pe cartea cu aceeași mume creată de Cindy Callaghan. Este produsă de Amazon. A avut o premieră pe 15 ianuarie 2015 pe Amazon Prime Video. 
În România, a avut premieră pe 16 mai 2020 pe Nickelodeon.

## Distribuție
- Olivia Sanabia ca Kelly Quinn
- Abby Donnelly ca Darbie O'Brien
- Aubrey Miller ca Hannah Parker-Kent
- Judah Bellamy ca Jake Williams
- Catia Ojeda ca Terri Quinn
- Andrew Burlinson ca Scott Quinn
- Dee Wallace ca Rebecca "Becky" Quinn
- Amy Hill ca Ida "Mama P" Perez
- Ellen Karsten ca Doamna Gina Silvers
- Aiden Lovekamp ca Buddy Quinn

## Episoade
| Sezonul | Sezonul | Episoade | Episoade          | Premiera TV       | Premiera TV      |
| Sezonul | Sezonul | Episoade | Episoade          | Prima lansare     | Ultima lansare   |
| ------- | ------- | -------- | ----------------- | ----------------- | ---------------- |
|         | 1       | 13       | 13                | 15 ianuarie 2015  | 14 ianuarie 2016 |
|         | 2       | 26       | 13                | 14 octombrie 2016 | 12 ianuarie 2017 |
| 13      | 2       | 26       | 19 ianuarie 2018  | 19 ianuarie 2018  |                  |
|         | 3       | 12       | 11                | 1 februarie 2019  | start            |
| 1       | 3       | 12       | 25 octombrie 2019 | 25 octombrie 2019 |                  |